# حركة التحرير الإيفوارية
حركة التحرير الإيفوارية (بالفرنسية : Mouvement Ivorien de Libération) كانت مجموعة معارضة من كوت ديفوار، تأسست في باريس عام 1959.